# ヘルメット (野球)

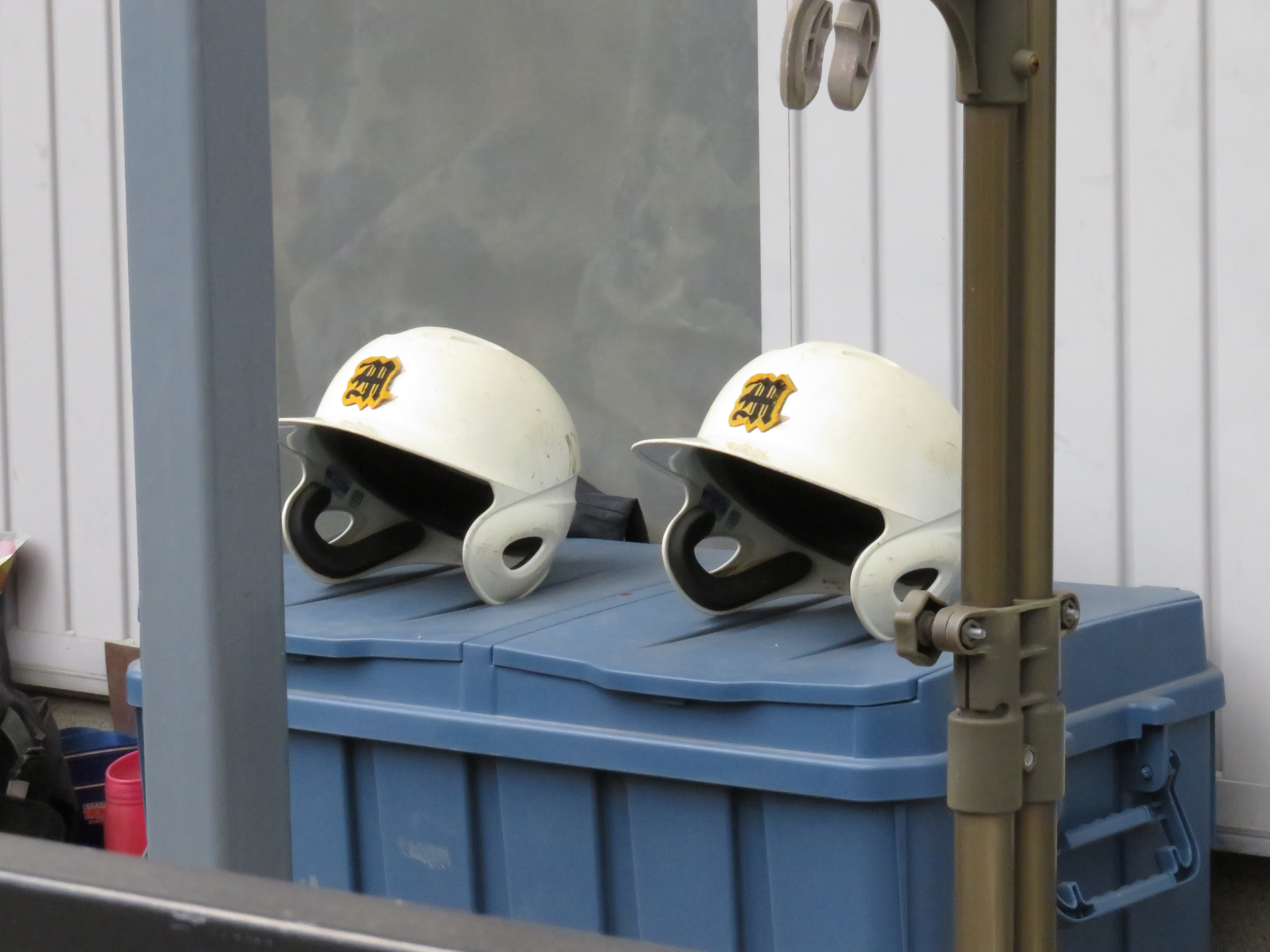
打撃用ヘルメット

本項では野球やソフトボールにおいて使用されるヘルメットについて述べる。

## 打撃用ヘルメット
打撃用ヘルメット（だげきようヘルメット、英：batting helmet）は、打席に立つ打者や走者が頭部保護の目的に装着するヘルメットである。
投手や他のポジションが投げたボールや打者が打った打球が、打者や走者の頭部に当たった際、素材の硬さや形状及び内装の緩衝材の効果及びヘルメット自体がはじき飛ばされることによりダメージを軽減することを目的として着用される。1920年、メジャーリーグベースボール（MLB）でレイ・チャップマンが投球を頭部に受け死亡したことをきっかけとして革製ヘルメットの開発が行われ、その後現在ではポリカーボネイトなどの強化樹脂が使用されている。
ユニフォームの一部である野球帽と同様のデザインが施されることが多く、形状も通常のヘルメットとは異なり前頭部には野球帽型の大きな庇が設けられている他、側部には耳当てが付けられている。ヘルメットの形状には規則がなく、どんな形のヘルメットでも基本的には認められる。なお、安全ヘルメットなどにあるあご紐は、衝撃をまともに受けて逆に危険になるためつけられていない。
打撃用ヘルメットは最初に野球帽と殆ど同じ形状の耳当てのないもの（半帽型）が登場し、頭部の保護を重視するプレイヤーが銘々に着用する事例を除いては、着用をチーム全体で義務付けたのは1941年以降のブルックリン・ドジャース、1950年代初頭以降の米国リトルリーグ、1953年以降のピッツバーグ・パイレーツなどごく一部に留まっていた。半帽型ヘルメットは当初は革製が用いられたが、1958年にポリカーボネートが開発された事で徐々に普及が進んでいき、MLB全体では1956年にナショナルリーグ、1958年にはアメリカンリーグでもヘルメットもしくは野球帽の下への衝撃吸収ライナーのどちらかの着用が義務付けられ、1970年には公認野球規則にて打者のヘルメットの着用が義務付けとなった。ただし、義務化以前より現役だった選手は着用の選択が可能な規定となっており、この規定の下でヘルメットを着用せず現役を全うした最後の選手が1979年に引退したボブ・モンゴメリーであった。
一方、NPBでは飯田徳治が1950年代初頭の時点で野球帽の内側に厚手の布を縫い付けて頭部の保護を図っていた事例があったが、半帽型ヘルメットの本格的な普及は1960年以降になってからであった。高校野球では1960年に半帽型の着用が義務付けられたが、同年に米国のリトルリーグでは両耳に耳当てが付いた新たなヘルメットが義務付けとなっていた。NPBは1970年の米国の公認野球規則の改訂に伴い、翌1971年より半帽型ヘルメットの着用が義務付けとなったが、青野修三は「髪型が乱れるから」という理由で、義務化以降も他者から指摘を受けるまでしばしばヘルメットを被らずに打席に立っていたという。一方、安全規定とは別の意味で早くから半帽型ヘルメットを好んで着用した選手が長嶋茂雄で、1959年の天覧試合の時点で既に半帽型の着用を始めているが、「空振り三振した時に少しでも見栄えを良くする」目的で意図的に大きめの半帽型ヘルメットを着用したとされる。
耳当ては片耳付き、両耳付きの2種が存在する。片耳付きの場合は、打席に立った際に投手側に面する方に耳当てが付けられる（右打者：左耳、左打者：右耳）。アマチュア野球では事故防止のために両耳付きの着用を義務付けている場合がほとんどで、日本の高校野球の場合は1972年に片耳付きが義務化された後、1993年度から1994年度までを準備期間とし1995年度から両耳が義務付けられた。プロ野球でもアメリカのマイナーリーグは両耳付きの着用を義務付けている。中には義務のない場合でも選手個人が自ら両耳付きを着用する例も存在し、スイッチヒッターの選手が両耳付きを着用することがある他、青木宣親は左打ちだがマイナーリーグからメジャーリーグに昇格した後も両耳付きのものを着用していた。
耳当て付きヘルメットは、米国では1960年にジム・レモンが初めてリトルリーグ用の両耳付きを着用し、日本では1970年に田淵幸一が側頭部に死球を受け耳から出血したことをきっかけに片耳付きが広く使用されるようになった。野村克也、高木守道、土井正博らは早くから使用を始めた一方で、「視界が遮られ、逆に頭部付近のボールから逃げられなくなる」（衣笠祥雄、王貞治）、「頭に来るボールなら絶対に避けられるから不要である」（長嶋茂雄）、「耳当ての中で風の音が聞こえてすごく気になる」（掛布雅之）といった一部選手からの反対意見もあり、導入当初は義務化まで至らなかった。この間、耳当て付きヘルメット着用を促す為、「プロ入り1年目は耳当て付きヘルメットの着用義務付け、2年目以降の耳当て無しヘルメットの選択可」の移行期間を設けた。しかしながら、2年目以降に耳当て無しヘルメットを選択する選手（例：石毛宏典、中尾孝義）、スイッチヒッター転向後に耳当て付きから耳当て無しに変更する選手（例：大野久、栗山英樹）等、新たに着用する選手が多数存在した。1980年代後半になるとNPB側は新たに耳当て無しヘルメットを着用する選手に対して、ヘルメットに起因する怪我・事故について保険を認めない方針を取った。これらのトラブルを回避するため多くの球団では新人選手に対して2年目以降も耳当て付きヘルメット着用を強制したこともあり、耳当て付きヘルメット着用者が多数を占める様になった。1996年シーズンより「1984年以降に在籍した選手」および「1983年に在籍し耳当て付きヘルメットを着用した選手」は耳当て付きヘルメットの着用が義務付けられた。基準制定以降、これらの条件に該当しない選手は引き続き耳当ての無いヘルメットの着用を特例として認められた。この間、落合博満、平野謙、金森栄治、田村藤夫ら14人の選手が耳当ての無いヘルメットを着用していたが、2000年限りで引退した愛甲猛が最後の着用選手となった。なお、1995年シーズン終了時点で耳当て無しヘルメットを着用していた仁村徹（1984年プロ入り）、和田豊（1985年プロ入り）、大豊泰昭（1989年プロ入り）は前述の着用条件に該当し、耳当て付きヘルメットに戻すことを余儀なくされている。一方、安部理（1981年プロ入り、当時・西武）は特例条件により1996年シーズンは引き続き耳当て無しヘルメットを着用していたが、近鉄に移籍した翌1997年以降、耳当て付きヘルメットに変更している。

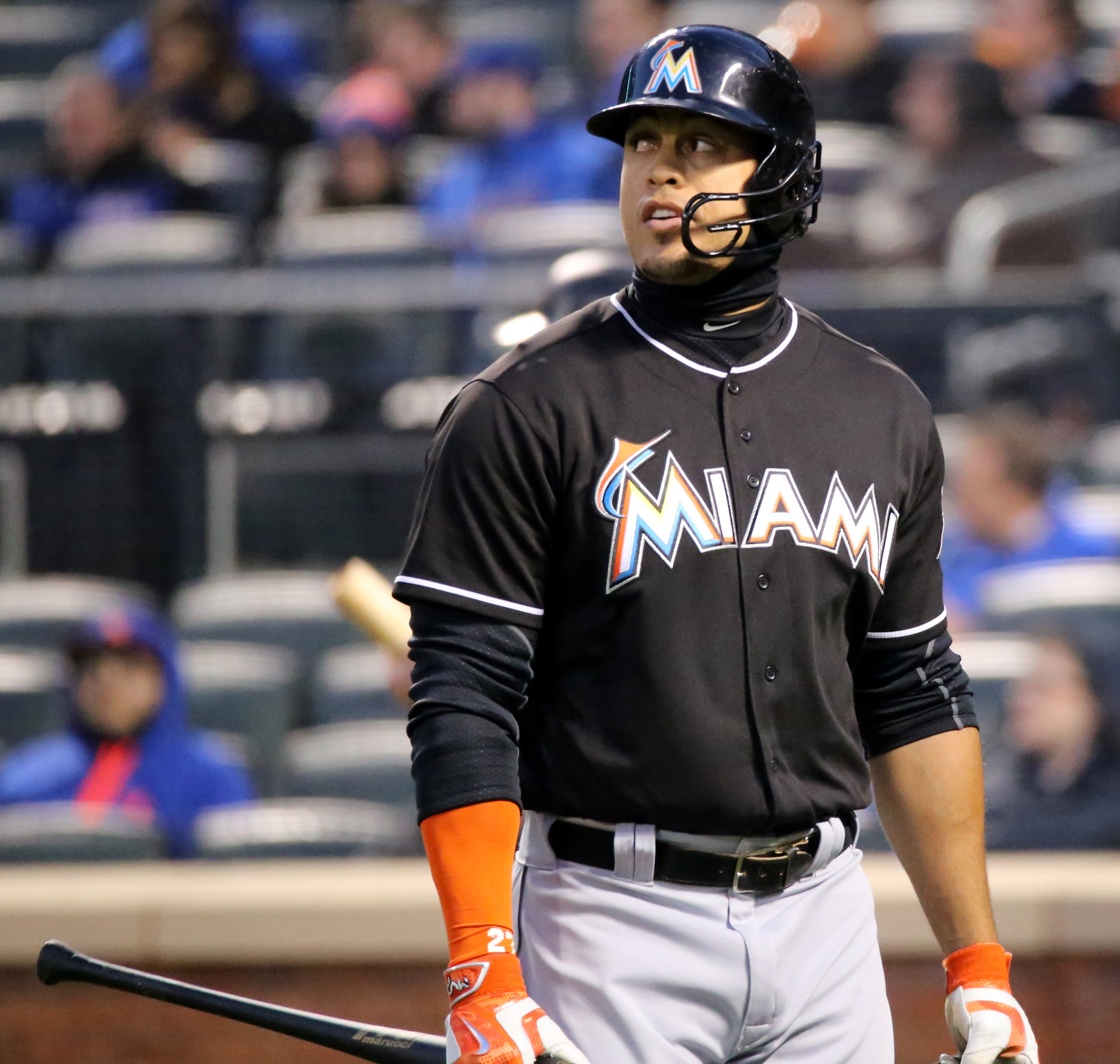
フェイスガード付きヘルメット（ジャンカルロ・スタントン）

また、MLBでは2010年代後半頃より耳当てに装着し耳当てをアゴ付近まで延長する形となるフェイスガード（C-FLAP：シーフラップ）が普及している。フェイスガードは怪我の予防の他、視界が狭まることで集中力が保たれ、打撃力の向上に繋がるとされている。日本プロ野球では1979年のチャーリー・マニエル、1999年の秋山幸二など、頭部死球を受けた選手に対する措置としてフェイスガードが使用された例があったり、2007年に千葉ロッテマリーンズに入団して以降のフリオ・ズレータが使用するなどしていたものの定着には至っていなかったが、2018年から正式に使用が認められ、翌2019年より着用選手が急増している。日本の高校野球では2022年の第94回選抜高等学校野球大会から正式に使用が認められている。

## 打者以外の使用例

### 走者
先述のとおり、走者に関しても打撃用のヘルメットをかぶってプレーする。2011年の公認野球規則改正（1月28日発表、2月15日発効）により着用が義務づけられた。

### 守備

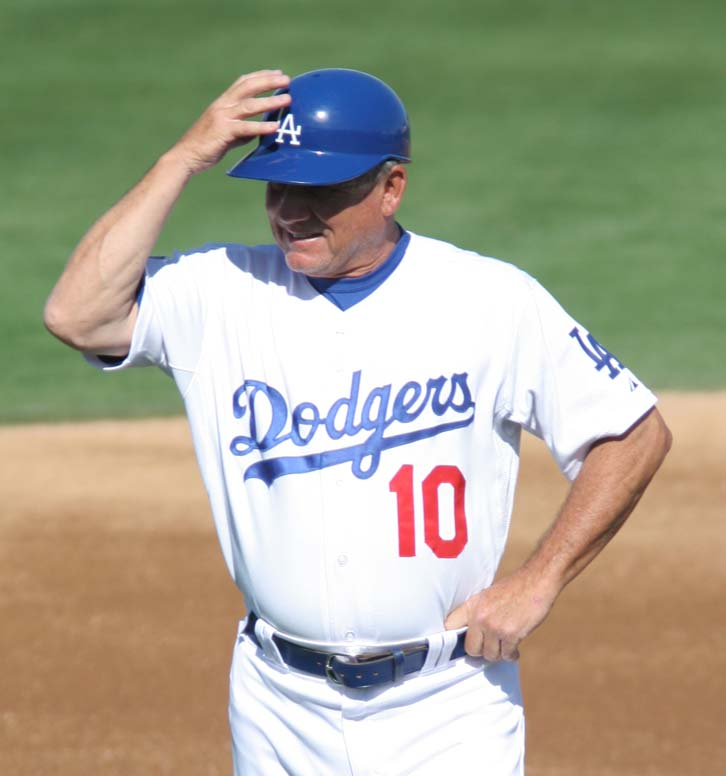
ラリー・ボーワ

守備につく際にヘルメットを着用するポジションは捕手で、通常の打撃用ヘルメットと異なり鍔と耳当て部分が省略された捕手専用ヘルメットが多く使用されている。日本では中尾孝義が専修大学在学中（1970年代後半）より使用し、1980年代後半までにはプロ・アマ・年代を問わず普及・義務化されている。メジャーリーグではジョニー・ベンチが打撃用ヘルメット（耳当てなし）を守備の際にも兼用していたのが導入初期の例。
アメリカンフットボールのヘルメットのような顔全体を覆うヘルメットやアイスホッケーのマスクを改良した物、二輪用のようにマスクがヘルメットと一体でありシールド風に押し上げて除ける物も存在し、メジャーリーグでは普及している。日本プロ野球でも相川亮二、日高剛、阿部慎之助、山下斐紹などの使用例がある。なお、審判員の中にも白井一行などフルフェイス型のヘルメットを着用している者がいる。
他のポジションの選手も使用する場合があり、過去にレロン・リー、ジョン・シピン、駒田徳広、メル・ホールといった選手は守備の時も打撃用ヘルメットを着用した。ジョン・オルルドは大学時代の1988年に脳腫瘍の手術を受けており、強い衝撃は危険なため、頭部保護の目的で守備でもヘルメットを着用した。投手用ヘルメットも開発されたが、使い勝手や見た目などの面から普及拡大や義務化には至っていなかった。近年のアメリカではベンチャー企業が開発した帽子の中に入れる薄いプロテクターがプロアマ問わず普及している。

### ベースコーチ
2007年にマイナーリーグのベースコーチだったマイク・クールボーが試合中に打球を頭に受け死亡した事故が起きたことから、翌2008年からアメリカにおいてはメジャーリーグも含めてベースコーチにもヘルメット着用が義務付けられた。日本ではアマチュア野球が2009年に、プロ野球では2010年からそれぞれヘルメット着用が義務化された。ワールドベースボールクラシックでは第2回大会からベースコーチのヘルメット着用が義務化された。高校野球では2001年より打撃投手のヘルメット（ヘッドギア）着用が義務化された。
選手以外ではボールパーソンもヘルメットを着用する。